# Clovia maculata
Clovia maculata är en insektsart som beskrevs av Victor Lallemand 1920. Clovia maculata ingår i släktet Clovia och familjen spottstritar. Inga underarter finns listade i Catalogue of Life.